# Aéroport international de Kazan
L'aéroport international de Kazan (code IATA : KZN • code OACI : UWKD • Code aéronautique de l'espace russophone : russe : КЗН) (en russe: Международный аэропорт Казань) est un aéroport desservant la ville de Kazan, en Russie. Ouvert en 1979, il accueille des vols internationaux depuis 1985 et a été rénové en 2005.

## Histoire
Le 21 décembre 2016, un conducteur fait irruption avec sa voiture à l’intérieur de l’aéroport causant de nombreux dégâts.

## Situation

### Carte des aéroports russes
| \| 50 km1:1 791 000 \| Koursk Abakan Anapa Pskov Arkhangelsk Astrakhan Barnaoul Belgorod Blagoveshchensk Bratsk Grozny Guelendjik Iakoutsk Iékaterinbourg Ijevsk Ioujno-Sakhalinsk Irkoutsk Kaliningrad Kazan Kemerovo Khabarovsk Khanty-Mansiïsk Krasnodar Krasnoïarsk Magadan Magnitogorsk Makhachkala Mineralnye Vody Mirny Moscou · SVO Moscou · DME Moscou-VKO Mourmansk Narian-Mar Nijnekamsk Nijnevartovsk Nijni Novgorod Noïabrsk Alykel Novokouznetsk Novossibirsk Novy Ourengoï Omsk Orenbourg Oufa Oulan-Oude Oulianovsk Perm Petropavlovsk-Kamtchatski Rostov · sur-le-Don Sabetta Saint-Pétersbourg Salekhard Samara Saratov Simferopol Sotchi Sourgout Stavropol Kyzyl Syktyvkar Tcheliabinsk Tchita Tioumen Tomsk Vladivostok Volgograd Voronej |
| 50 km1:1 791 000 |

## Statistiques
Pour des raisons techniques, il est temporairement impossible d'afficher le graphique qui aurait dû être présenté ici.

Voir la requête brute et les sources sur Wikidata.

## Compagnies aériennes et destinations
| Compagnies            | Destinations |
| --------------------- | --- |
| Aeroflot              | Francfort, Moscou Chérémétiévo |
| Air Astana            | Noursoultan |
| airBaltic             | En saison : Riga |
| Avia Traffic Company  | Bichkek Manas |
| Azimuth               | Rostov-sur-le-Don/Platov |
| Azur Air              | En saison : La Romana-Casa de Campo |
| Belavia               | Minsk |
| Buta Airways          | Bakou-H. Aliyev |
| flydubai              | En saison : Dubaï |
| I-Fly                 | En saison Charter : Antalya |
| Nordwind Airlines     | Khodjent, Moscou Chérémétiévo En saison Charter : Antalya, Bodrum-Milas, Bourgas, Cam Ranh, Dalaman, Djerba-Zarzis, Dubaï Al Maktoum , Héraklion-N. Kazantzákis, Monastir, Phuket |
| Pobeda                | Mineralniye Vody, Sotchi-Adler, Saint-Pétersbourg-Poulkovo En saison : Anapa, Antalya |
| Rossiya               | Saint-Pétersbourg-Poulkovo En saison Charter : Antalya |
| Royal Flight          | En saison Charter : Barcelone-El Prat |
| RusLine               | Briansk, Kaluga (Grabtsevo) (en), Moscou-Vnoukovo, Voronej (en), Iékaterinbourg-Koltsovo |
| S7 Airlines           | Moscou-Domodédovo, Novossibirsk-Tolmatchevo |
| Smartavia             | Saint-Pétersbourg-Poulkovo En saison : Sotchi-Adler |
| SmartWings            | Prague-Václav-Havel |
| Somon Air             | Douchanbé |
| Turkish Airlines      | Istanbul |
| Turkmenistan Airlines | Achgabat |
| Ural Airlines         | Douchanbé, Moscou-Domodédovo |
| Utair                 | Astrakhan-Narimanovo , Moscou-Vnoukovo, Oufa Hajj: Djeddah - Roi-Abdelaziz, Médine-Prince M. Bin Abdulaziz |
| UVT Aero              | Astrakhan-Narimanovo, Barnaoul, Tcheliabinsk-Balandino, Kaliningrad-Khrabrovo, Krasnodar-Pashkovsky, Krasnoïarsk-Iémélianovo, Makhatchkala, Moscou-Joukovski, Nijnevartovsk (en), Nijni Novgorod-Strigino, Novokouznetsk-Spichenkovo (en), Novy Ourengoï, Perm, Salekhard (en), Simféropol, Sotchi-Adler, Saint-Pétersbourg-Poulkovo, Sourgout, Iaroslavl-Tounochna, Iékaterinbourg-Koltsovo En saison : Guelendjik, Gorno-Altaïsk (en), Erevan-Zvarnots |
| Uzbekistan Airways    | Ferghana, Tachkent |
| Wizz Air              | Budapest-Ferenc Liszt |
| Yakutia Airlines      | Iakoutsk |

Édité le 15/01/2020